# 神户清雄
神户清雄（1961年8月2日—），前日本職業足球員，日本國家五人制足球隊成員。

## 俱乐部生涯
1984年，神户清雄在本田开始足球生涯。1990年，引退。

## 日本國家五人制足球隊
神户清雄参加了1989年室內五人足球世界錦標賽。

## 外部連結
- （日語）J.League Data Site （页面存档备份，存于）